# Théorème de Birkhoff-Grothendieck
Le théorème de Birkhoff-Grothendieck est un résultat fondamental de géométrie algébrique qui classifie les fibrés vectoriels holomorphes sur la droite projective complexe.

## Énoncé
Théorème (Birkhoff-Grothendieck) : Tout fibré vectoriel holomorphe {\displaystyle {\mathcal {E}}} sur {\displaystyle \mathbb {CP} ^{1}} est holomorphiquement isomorphe à une somme directe de fibrés en droites :
{\displaystyle {\mathcal {E}}\cong {\mathcal {O}}(a_{1})\oplus \cdots \oplus {\mathcal {O}}(a_{n})}
La représentation ci-dessus est unique à permutation des facteurs près. Le théorème fut démontré par Alexander Grothendieck (1957, Théorème 2.1), et est plus ou moins équivalent à la factorisation de Birkhoff introduite par George David Birkhoff (1909).

## Généralisations
Le même résultat vaut en géométrie algébrique pour les fibrés vectoriels algébriques sur {\displaystyle \mathbb {P} ^{1}} pour tout corps {\displaystyle k}.

## Applications
Une application de ce théorème est la classification de tous les faisceaux cohérents sur {\displaystyle \mathbb {CP} ^{1}}. Nous avons deux cas : les fibrés vectoriels et les faisceaux cohérents supportés le long d'une sous-variété, donc {\displaystyle {\mathcal {O}}_{n\cdot p}} où {\displaystyle n} est le degré du point en {\displaystyle p}. Puisque les seules sous-variétés sont des points, nous avons une classification complète des faisceaux cohérents.

## Historique
Les travaux de George David Birkhoff (1909) sur les points singuliers des équations différentielles linéaires ordinaires introduisirent la factorisation de Birkhoff, portant sur certaines matrices holomorphes inversibles. Etant donné un fibré vectoriel holomorphe sur {\displaystyle \mathbb {CP} ^{1}}, on peut l'exprimer par des fonctions de transition, et la factorisation de Birkhoff de ces fonctions mène directement à la décomposition en somme directe de fibrés en droites.
Alexander Grothendieck (1957) généralise la classification aux fibrés holomorphes dans son travail sur la sphère de Riemann.